# Paegun Kyŏnghan
Paegun Kyŏnghan (ur. 1298, zm. 1374; kor. 백운경한) – koreański mistrz sŏn z końcowego okresu dynastii Koryŏ.

## Życiorys
Mistrz urodził się w Kobu w prowincji Chŏlla. Niestety nie wiadomo, kiedy opuścił rodzinę i został mnichem. Jego biografia podaje jedynie, że praktykował sŏn z wielką gorliwością.
5 miesiąca 1351 r. udał się do Chin, do pustelni Tianhu (kor. Ch'ŏnhoam) na górze Xiawu w Huzhou. Tam spotkał mistrza ze szkoły linji Shiyu Qingonga i został jego uczniem. Jeszcze w tym samym roku praktykował u Zhigonga, który powrócił z podróży do Indii.
Na samym początku 1352 r. Paegun powrócił do mistrza Qinggonga i po jakimś czasie praktyki osiągnął prawdziwe znaczenie "bez umysłu, bez myśli". Mistrz dał Paegunowi przekaz Dharmy.
3 miesiąca 1352 r. Paegun powrócił do Koryŏ, gdzie poświęcił się dalszej praktyce w klasztorze Sŏngak i pewnego dnia osiągnął wielkie oświecenie. Tak sam zanotował to wydarzenie:
| W roku Kyesa (1353), siedemnastego dnia pierwszego miesiąca, siedziałem w medytacji. Spontanicznie przyszły do mnie słowa wielkiego mistrza Yongjia z Wierszy o istocie chanu (kor. Chŭngdoga): Nie próbuj porzucić fałszywych myśli, nie próbuj uchwycić Prawdziwego Umysłu. Prawdziwą naturą niewiedzy jest natura Buddy, a iluzoryczne ciało jest ciałem Dharmy. Gdy skupiłem się na tych słowach, nagle doświadczyłem "nieumysłu". Nie miałem myśli. Byłem odcięty od przeszłości i od przyszłości. Kiedy osiągnąłem ten stan, nagle zobaczyłem cały świat w sobie. |

6 miesiąca 1354 r. uczeń mistrza Qinggonga Fayan przyniósł Paegunowi list napisany przez mistrza na łożu śmierci z wierszem:
| Kupowanie białych chmur, sprzedawanie świeżego wiatru, opróżnianie domów do szpiku kości. Gdy szczęśliwie pozostaje chata kryta strzechą, zanim odejdę daję ją dziecku, które grało ze mną w żołnierzyki |

Sugeruje to, że za prawdziwego swojego spadkobiercę mistrz Qinggong uważał nie słynnego potem mistrza T'aego Pou, ale właśnie Paeguna. Paegun udał się do klasztoru Anguk w Haeju w prow. Hwanghae, w którym nauczał przez 11 lat. Przez jakiś czas przebywał w pustelni Kigi. Innymi klasztorami, w których nauczał były jeszcze Singwang w Haeju i Ch'wiam w Yŏju.
Jego wiersz przedśmiertny brzmi:
| Pierwotnie nie miałem ciała i mojego miejsca, gdzie mógłbym przebywać. Więc rozsypcie moje prochy w czterech kierunkach. Nie trzymajcie moich pozostałości w ziemi należącej do jakiegoś donatora. |

## Dzieła i nauki
Do dziś przetrwały dwie prace mistrza:
- Księga mów czcigodnego Paeguna
- Paekgun hwasang ch'orok buljo chikji simch'e yojŏl.

Księga mów została spisana przez jego uczniów Sŏkch'ana i Taldama. Książka ta jest bardzo wysoko ceniona także za jej wartości literackie. Przedmowy do każdej z dwu części napisali Yi Saek i Yi Gu.
Druga książka jest zbiorem źródeł do studiowania sŏnu "bez umysłu", tak jak nauczał sam Paegun. Innym tytułem tego dwutomowego dzieła jest Chikji simgyŏng (Sutra wskazujące bezpośrednio w umysł). Kopia książki wydrukowana została z metalowych czcionek (co było wówczas nowym wynalazkiem) w 1377 r. w klasztorze Hŭngdŏk w Ch'ŏngju.
Paegun był typowym mistrzem linii przekazu szkoły linji (kor. imje), jednak oryginalną podstawą jego nauk było "bez umysłu, bez myśli". Innym elementem jego nauczania była technika pracy z konganem znana jako "hwadu" (chiń. huatou). Szczególny nacisk kładł na hwadu "mu" (chiń. wu), "dziesięć tysięcy dharm powraca do jednego" oraz "gdzie byłeś, zanim urodzili się twoi rodzice?". Zmierzał do rozbudzenia wielkiego zwątpienia, które owocowało świetnymi wynikami.
Jednak najbardziej charakterystycznym elementem nauczania była fraza "bez umysłu, bez myśli". Ta jego idea została wyrażona w jego wierszu "Musimga" (Pieśń o [idei] bez umysłu):
| Ponieważ natura rzeczy jest pierwotnie cicha, nie mówi "jestem niebieska" lub "jestem żółta". Ludzie mówią, to jest dobre lub to jest złe i ich umysły rozróżniają. Jeśli twój umysł jest taki sam jak chmury i woda, jesteś wolny, nawet jeśli żyjesz w tym świecie. Jeśli twój umysł nie nazywa lub rozróżnia rzeczy, nic dobrego czy złego nie powstaje. Głupcy starają się wyrzucić rozróżniane z ich umysłów, jednak nie wyrzucają ich umysłów z ich umysłów, podczas gdy mędrcy starają się wyrzucić ich umysły z ich umysłów, ale nie starają się wyrzucić ich rozróżniającego umysłu z ich umysłów. Gdy umysł jest zapomniany, rozróżniający umysł staje się cichy sam z siebie; a gdy ten rozróżniający umysł jest cichy, umysł nie powstaje. To jest prawdziwe "bez umysłu". |

Paegun wprowadził te swoje nauki po tym, gdy zauważył, że w sŏnie rozwinęło się mocne przywiązanie do "hwadu". Paegun uważał "bez umysłu, bez myśli" za ostateczny stan sŏnu.

## Linia przekazu Dharmy zen
- Pierwsza liczba oznacza liczbę pokoleń mistrzów od 1 Patriarchy indyjskiego Mahakaśjapy.
- Druga liczba oznacza liczbę pokoleń od 28/1 Bodhidharmy, 28 Patriarchy Indii i 1 Patriarchy Chin.
- Trzecia liczba oznacza kolejność w linii przekazu od Linji Yixuana 38/11/1.
- Czwarta liczba oznacza początek linii przekazu w nowym kraju
- 45/18/8 Yangqi Fanghui (992–1049) odłam szkoły linji yangqi
  - 46/19/9 Baiyun Shouduan (1025–1072)
    - 47/20/10 Wuzu Fayan (1024-1104)
      - 48/21/11 Yuanwu Keqin (1063–1135)
        - 49/22/12 Huqiu Shaolong (1077–1136)
          - 50/23/13 Ying’an Tanhua (1103–1163)
            - 51/24/14 Mi’an Xianjie (1118–1186)
              - 52/25/15 Po’an Zuxian (1136–1211)
                - 53/26/16 Wuzhun Shifan (1177–1249)
                  - 54/27/17 Xueyan Huilang (bd)
                    - 55/28/18 Qi’an Zongxin (bd)
                      - 56/29/19 Shiwu Qinggong (Shishi) (1272-1352)
                        - 57/30/20/1 T'aego Pou (1301–1382) Korea, szkoła imje
                        - 57/30/20/1 Paegun Kyŏnghan (1298–1374) Korea